# ایگناتسی موچیتسکی
ایگناتسی موچیتسکی (لهستانی: Ignacy Mościcki؛ ۱ دسامبر ۱۸۶۷ – ۲ اکتبر ۱۹۴۶) یک شیمیدان و سیاست‌مدار اهل لهستان و از ژوئن ۱۹۲۶ تا سپتامبر ۱۹۳۹ رئیس‌جمهور جمهوری دوم لهستان بود.
وی با ۱۳ سال ریاست‌جمهوری طولانی‌ترین دوره ریاست‌جمهوری را در تاریخ لهستان داشته‌است.

## نگارخانه

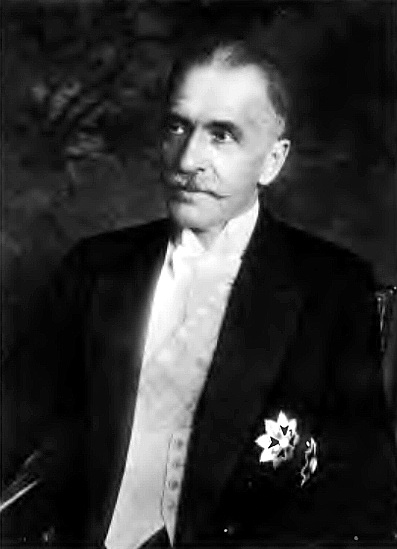
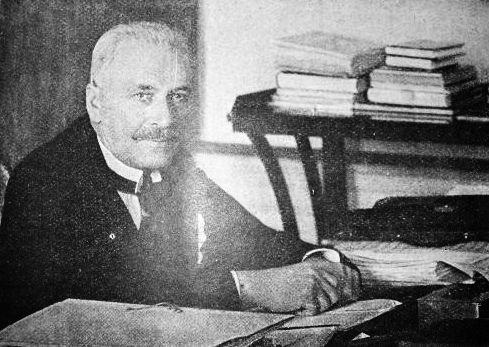
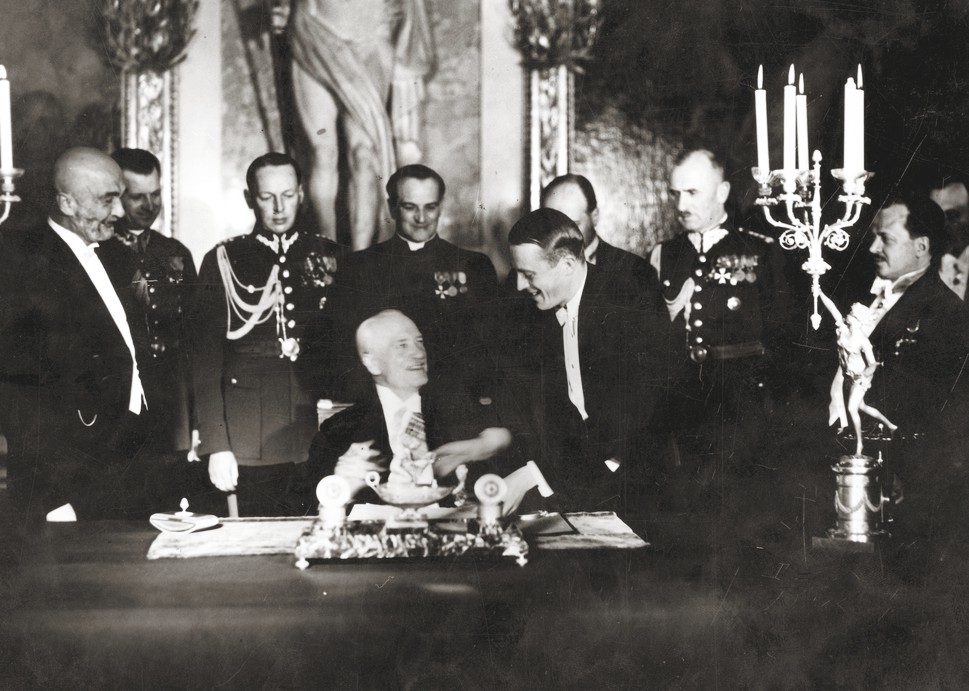
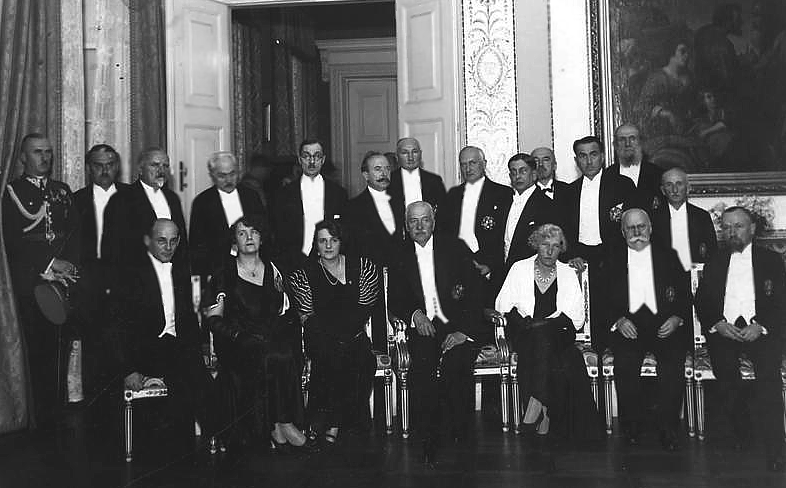